# Jakub Barabasz
Jakub Barabasz, Jakiw Fedorowicz Barabasz, uk. Яків Федорович Барабаш (zm. w 1658) – ataman koszowy wojska zaporoskiego, jeden z przywódców prorosyjskiej opozycji przeciw hetmanowi Iwanowi Wyhowskiemu. 
W 1657 roku wraz z pułkownikiem połtawskim Martynem Puszkarem stanął na czele rewolty przeciwko Wyhowskiemu. Oddziały buntowników zostały jednak rozbite  1 czerwca 1658 r. pod  Połtawą przez wojska hetmańskie wspierane przez Tatarów, posiłkujących w tym czasie Rzeczpospolitą. W bitwie zginął Puszkar, zaś Barabasz zbiegł pod opiekę rosyjskiego wojewody Grigorija Romodanowskiego do pułku pryłuckiego. Podczas próby przekazania atamana do Kijowa pod ochronę Wasyla Szeremietiewa Barabasz został ujęty przez wojska Wyhowskiego (24 sierpnia 1658 r.), a następnie stracony.